# Fußball-Europameisterschaft 1996/Finalrunde
Auf dieser Seite sind alle Resultate und Statistiken der Spiele der Finalrunde der Fußball-Europameisterschaft 1996 aufgelistet.

## Übersicht
Mit dem Ende der Gruppenphase waren 8 Mannschaften für die Finalrunde qualifiziert:
| Gruppe A       | Gruppe B      | Gruppe C       | Gruppe D    |
| -------------- | ------------- | -------------- | ----------- |
| 1. England     | 1. Frankreich | 1. Deutschland | 1. Portugal |
| 2. Niederlande | 2. Spanien    | 2. Tschechien  | 2. Kroatien |

## Spielplan Finalrunde

### Übersicht
|  | Viertelfinale | Viertelfinale |  |  | Halbfinale  | Halbfinale |   |  | Finale | Finale |
|  |               |               |  |  |             |            |   |  |        |        |
|  |               |               |  |  |             |            |   |  |        |        |
|  | Deutschland   | 2             |  |  |             |            |   |  |        |        |
|  | Kroatien      | 1             |  |  | England     | 1 (5)      |   |  |        |        |
|  |               |               |  |  | Deutschland | E1 (6)E    |   |  |        |        |
|  | England       | E0 (4)E       |  |  |             |            |   |  |        |        |
|  | Spanien       | 0 (2)         |  |  | Deutschland | GG2GG      |   |  |        |        |
|  |               |               |  |  |             | Tschechien | 1 |  |        |        |
|  | Frankreich    | E0 (5)E       |  |  |             |            |   |  |        |        |
|  | Niederlande   | 0 (4)         |  |  | Tschechien  | E0 (6)E    |   |  |        |        |
|  |               |               |  |  | Frankreich  | 0 (5)      |   |  |        |        |
|  | Tschechien    | 1             |  |  |             |            |   |  |        |        |
|  | Portugal      | 0             |  |  |             |            |   |  |        |        |

GG Sieg nach GG
E Sieg im Elfmeterschießen

## Viertelfinale

### England – Spanien 0:0 n.V., 4:2 i.E.
| England                                                         | England | Spanien | Spanien | Aufstellung                       |
| --------------------------------------------------------------- | --- | --- | ------- | --------------------------------- |
| England                                                         | \| Samstag, 22. Juni 1996 um 15:00 Uhr in London (Wembley-Stadion) \| \| Zuschauer: 75.440 (ausverkauft) \| \| Schiedsrichter: Marc Batta ( Frankreich) \| | \| Samstag, 22. Juni 1996 um 15:00 Uhr in London (Wembley-Stadion) \| \| Zuschauer: 75.440 (ausverkauft) \| \| Schiedsrichter: Marc Batta ( Frankreich) \|                                                                                               | Spanien | Aufstellung England gegen Spanien |
| England                                                         | David Seaman – Gary Neville, Tony Adams , Gareth Southgate, Stuart Pearce – Darren Anderton (109. Steve Stone), Paul Gascoigne, David Platt, Steve McManaman (109. Nick Barmby) – Alan Shearer, Teddy Sheringham (109. Robbie Fowler) Cheftrainer: Terry Venables | Andoni Zubizarreta – Abelardo, Miguel Ángel Nadal, Rafael Alkorta (73. Juanma López) – Alberto Belsué, Guillermo Amor, Fernando Hierro, Javier Manjarín (46. José Luis Caminero), Sergi – Kiko, Julio Salinas (46. Alfonso) Cheftrainer: Javier Clemente | Spanien | Aufstellung England gegen Spanien |
| England                                                         | Elfmeterschießen | | Spanien | Aufstellung England gegen Spanien |
| England                                                         | 1:0 Alan Shearer 2:0 David Platt 3:1 Stuart Pearce 4:2 Paul Gascoigne | Fernando Hierro schießt an die Querlatte 2:1 Guillermo Amor 3:2 Alberto Belsue Miguel Ángel Nadal scheitert an David Seaman | Spanien | Aufstellung England gegen Spanien |
| England                                                         | Neville | Belsue, Alfonso, Abelardo | Spanien | Aufstellung England gegen Spanien |
| Samstag, 22. Juni 1996 um 15:00 Uhr in London (Wembley-Stadion) | | |         |                                   |
| Zuschauer: 75.440 (ausverkauft)                                 | | |         |                                   |
| Schiedsrichter: Marc Batta ( Frankreich)                        | | |         |                                   |

### Frankreich – Niederlande 0:0 n.V., 5:4 i.E.
| Frankreich                                                 | Frankreich | Niederlande | Niederlande | Aufstellung                              |
| ---------------------------------------------------------- | --- | --- | ----------- | ---------------------------------------- |
| Frankreich                                                 | \| Samstag, 22. Juni 1996 um 18:30 Uhr in Liverpool (Anfield) \| \| Zuschauer: 37.465 \| \| Schiedsrichter: Antonio López Nieto ( Spanien) \| | \| Samstag, 22. Juni 1996 um 18:30 Uhr in Liverpool (Anfield) \| \| Zuschauer: 37.465 \| \| Schiedsrichter: Antonio López Nieto ( Spanien) \| | Niederlande | Aufstellung Frankreich gegen Niederlande |
| Frankreich                                                 | Bernard Lama – Lilian Thuram, Laurent Blanc, Marcel Desailly, Bixente Lizarazu – Christian Karembeu, Didier Deschamps , Vincent Guérin – Zinédine Zidane, Youri Djorkaeff – Patrice Loko (62. Christophe Dugarry) (81. Reynald Pedros) Cheftrainer: Aimé Jacquet | Edwin van der Sar – Michael Reiziger, Johan de Kock, Winston Bogarde – Danny Blind – Ronald de Boer, Richard Witschge (80. Youri Mulder) – Dennis Bergkamp (60. Clarence Seedorf) – Jordi Cruyff (69. Aron Winter), Patrick Kluivert, Phillip Cocu Cheftrainer: Guus Hiddink | Niederlande | Aufstellung Frankreich gegen Niederlande |
| Frankreich                                                 | Elfmeterschießen | | Niederlande | Aufstellung Frankreich gegen Niederlande |
| Frankreich                                                 | 1:1 Zinédine Zidane 2:2 Youri Djorkaeff 3:3 Bixente Lizarazu 4:3 Vincent Guérin 5:4 Laurent Blanc | 0:1 Johan de Kock 1:2 Ronald de Boer 2:3 Patrick Kluivert Clarence Seedorf scheitert an Bernard Lama 4:4 Danny Blind | Niederlande | Aufstellung Frankreich gegen Niederlande |
| Frankreich                                                 | Karembeu, Deschamps | de Kock, Bogarde, Kluivert | Niederlande | Aufstellung Frankreich gegen Niederlande |
| Samstag, 22. Juni 1996 um 18:30 Uhr in Liverpool (Anfield) | | |             |                                          |
| Zuschauer: 37.465                                          | | |             |                                          |
| Schiedsrichter: Antonio López Nieto ( Spanien)             | | |             |                                          |

### Deutschland – Kroatien 2:1 (1:0)
| Deutschland                                                      | Deutschland | Kroatien | Kroatien | Aufstellung                            |
| ---------------------------------------------------------------- | --- | --- | -------- | -------------------------------------- |
| Deutschland                                                      | \| Sonntag, 23. Juni 1996 um 15:00 Uhr in Manchester (Old Trafford) \| \| Zuschauer: 43.412 \| \| Schiedsrichter: Leif Sundell ( Schweden) \| | \| Sonntag, 23. Juni 1996 um 15:00 Uhr in Manchester (Old Trafford) \| \| Zuschauer: 43.412 \| \| Schiedsrichter: Leif Sundell ( Schweden) \|                                                                               | Kroatien | Aufstellung Deutschland gegen Kroatien |
| Deutschland                                                      | Andreas Köpke – Markus Babbel, Matthias Sammer, Thomas Helmer – Stefan Reuter, Dieter Eilts, Christian Ziege – Andreas Möller, Mehmet Scholl (88. Thomas Häßler) – Fredi Bobic (46. Stefan Kuntz), Jürgen Klinsmann (40. Steffen Freund) Cheftrainer: Berti Vogts | Dražen Ladić – Slaven Bilić, Nikola Jerkan, Igor Štimac – Mario Stanić, Aljoša Asanović, Nikola Jurčević (78. Mladen Mladenović), Zvonimir Boban , Robert Jarni – Goran Vlaović, Davor Šuker Cheftrainer: Miroslav Blažević | Kroatien | Aufstellung Deutschland gegen Kroatien |
| Deutschland                                                      | 1:0 Jürgen Klinsmann (21., Handelfmeter) 2:1 Matthias Sammer (59.) | 1:1 Davor Šuker (51.) | Kroatien | Aufstellung Deutschland gegen Kroatien |
| Deutschland                                                      | Sammer, Klinsmann | Igor Štimac | Kroatien | Aufstellung Deutschland gegen Kroatien |
| Deutschland                                                      | Igor Štimac (56.) | | Kroatien | Aufstellung Deutschland gegen Kroatien |
| Sonntag, 23. Juni 1996 um 15:00 Uhr in Manchester (Old Trafford) | | |          |                                        |
| Zuschauer: 43.412                                                | | |          |                                        |
| Schiedsrichter: Leif Sundell ( Schweden)                         | | |          |                                        |

### Tschechien – Portugal 1:0 (0:0)
| Tschechien                                                     | Tschechien | Portugal | Portugal | Aufstellung                           |
| -------------------------------------------------------------- | --- | --- | -------- | ------------------------------------- |
| Tschechien                                                     | \| Sonntag, 23. Juni 1996 um 18:30 Uhr in Birmingham (Villa Park) \| \| Zuschauer: 26.832 \| \| Schiedsrichter: Hellmut Krug ( Deutschland) \|                                                                                      | \| Sonntag, 23. Juni 1996 um 18:30 Uhr in Birmingham (Villa Park) \| \| Zuschauer: 26.832 \| \| Schiedsrichter: Hellmut Krug ( Deutschland) \|                                                                | Portugal | Aufstellung Tschechien gegen Portugal |
| Tschechien                                                     | Petr Kouba – Michal Horňák, Miroslav Kadlec , Jan Suchopárek – Radoslav Látal, Radek Bejbl, Václav Němeček (90. Patrik Berger), Vladimír Šmicer (85. Luboš Kubík), Jiří Němec – Karel Poborský, Pavel Kuka Cheftrainer: Dušan Uhrin | Vítor Baía – Secretário, Hélder, Fernando Couto, Dimas – Luís Figo (82. Jorge Cadete), Paulo Sousa, Oceano (65. Antonio Folha), Rui Costa – João Pinto (46. Domingos), Sá Pinto Cheftrainer: António Oliveira | Portugal | Aufstellung Tschechien gegen Portugal |
| Tschechien                                                     | 1:0 Karel Poborský (54.) | | Portugal | Aufstellung Tschechien gegen Portugal |
| Tschechien                                                     | Suchopárek, Bejbl, Kuka, Šmicer, Radoslav Látal | Hélder, Secretário, João Pinto, Sá Pinto | Portugal | Aufstellung Tschechien gegen Portugal |
| Tschechien                                                     | Radoslav Látal (82.) | | Portugal | Aufstellung Tschechien gegen Portugal |
| Sonntag, 23. Juni 1996 um 18:30 Uhr in Birmingham (Villa Park) | | |          |                                       |
| Zuschauer: 26.832                                              | | |          |                                       |
| Schiedsrichter: Hellmut Krug ( Deutschland)                    | | |          |                                       |

## Halbfinale

### Tschechien – Frankreich 0:0 n.V., 6:5 i.E.
| Tschechien                                                        | Tschechien | Frankreich | Frankreich | Aufstellung                             |
| ----------------------------------------------------------------- | --- | --- | ---------- | --------------------------------------- |
| Tschechien                                                        | \| Mittwoch, 26. Juni 1996 um 16:00 Uhr in Manchester (Old Trafford) \| \| Zuschauer: 43.877 \| \| Schiedsrichter: Leslie Mottram ( Schottland) \| | \| Mittwoch, 26. Juni 1996 um 16:00 Uhr in Manchester (Old Trafford) \| \| Zuschauer: 43.877 \| \| Schiedsrichter: Leslie Mottram ( Schottland) \|                                                                                                  | Frankreich | Aufstellung Tschechien gegen Frankreich |
| Tschechien                                                        | Petr Kouba – Michal Horňák, Miroslav Kadlec , Karel Rada – Pavel Novotný, Václav Němeček, Pavel Nedvěd, Vladimír Šmicer (46. Patrik Berger), Jiří Němec (84. Luboš Kubík) – Karel Poborský, Radek Drulák (70. Martin Kotůlek) Cheftrainer: Dušan Uhrin | Bernard Lama – Lilian Thuram (83. Jocelyn Angloma), Laurent Blanc, Alain Roche, Bixente Lizarazu – Sabri Lamouchi (62. Reynald Pedros), Marcel Desailly , Zinédine Zidane, Vincent Guérin – Youri Djorkaeff, Patrice Loko Cheftrainer: Aimé Jacquet | Frankreich | Aufstellung Tschechien gegen Frankreich |
| Tschechien                                                        | Elfmeterschießen | | Frankreich | Aufstellung Tschechien gegen Frankreich |
| Tschechien                                                        | 1:1 Luboš Kubik 2:2 Pavel Nedvěd 3:3 Patrik Berger 4:4 Karel Poborský 5:5 Karel Rada 6:5 Miroslav Kadlec | 0:1 Zinédine Zidane 1:2 Youri Djorkaeff 2:3 Bixente Lizarazu 3:4 Vincent Guérin 4:5 Laurent Blanc Reynald Pedros scheitert an Petr Kouba | Frankreich | Aufstellung Tschechien gegen Frankreich |
| Tschechien                                                        | Němeček, Nedvěd, Kubík | Angloma, Lizarazu, Roche | Frankreich | Aufstellung Tschechien gegen Frankreich |
| Mittwoch, 26. Juni 1996 um 16:00 Uhr in Manchester (Old Trafford) | | |            |                                         |
| Zuschauer: 43.877                                                 | | |            |                                         |
| Schiedsrichter: Leslie Mottram ( Schottland)                      | | |            |                                         |

### England – Deutschland 1:1 n.V. (1:1, 1:1), 5:6 i.E.
| England                                                          | England | Deutschland | Deutschland | Aufstellung                           |
| ---------------------------------------------------------------- | --- | --- | ----------- | ------------------------------------- |
| England                                                          | \| Mittwoch, 26. Juni 1996 um 19:30 Uhr in London (Wembley-Stadion) \| \| Zuschauer: 75.862 \| \| Schiedsrichter: Sándor Puhl ( Ungarn) \|                                                          | \| Mittwoch, 26. Juni 1996 um 19:30 Uhr in London (Wembley-Stadion) \| \| Zuschauer: 75.862 \| \| Schiedsrichter: Sándor Puhl ( Ungarn) \| | Deutschland | Aufstellung England gegen Deutschland |
| England                                                          | David Seaman – Gareth Southgate, Tony Adams , Stuart Pearce – Darren Anderton, David Platt, Paul Ince, Paul Gascoigne, Steve McManaman – Alan Shearer, Teddy Sheringham Cheftrainer: Terry Venables | Andreas Köpke – Thomas Helmer (110. Marco Bode), Matthias Sammer, Markus Babbel – Stefan Reuter, Dieter Eilts, Steffen Freund (119. Thomas Strunz), Christian Ziege – Andreas Möller , Mehmet Scholl (77. Thomas Häßler) – Stefan Kuntz Cheftrainer: Berti Vogts | Deutschland | Aufstellung England gegen Deutschland |
| England                                                          | 1:0 Alan Shearer (3.) | 1:1 Stefan Kuntz (16.) | Deutschland | Aufstellung England gegen Deutschland |
| England                                                          | Elfmeterschießen | | Deutschland | Aufstellung England gegen Deutschland |
| England                                                          | 1:0 Alan Shearer 2:1 David Platt 3:2 Stuart Pearce 4:3 Paul Gascoigne 5:4 Teddy Sheringham Gareth Southgate scheitert an Andreas Köpke                                                              | 1:1 Thomas Häßler 2:2 Thomas Strunz 3:3 Stefan Reuter 4:4 Christian Ziege 5:5 Stefan Kuntz 5:6 Andreas Möller | Deutschland | Aufstellung England gegen Deutschland |
| England                                                          | Gascoigne | Reuter, Möller | Deutschland | Aufstellung England gegen Deutschland |
| Mittwoch, 26. Juni 1996 um 19:30 Uhr in London (Wembley-Stadion) | | |             |                                       |
| Zuschauer: 75.862                                                | | |             |                                       |
| Schiedsrichter: Sándor Puhl ( Ungarn)                            | | |             |                                       |

## Finale

### Deutschland – Tschechien 2:1n.GG(1:1, 0:0)
| Deutschland                                                     | Deutschland | Tschechien | Tschechien | Aufstellung                              |
| --------------------------------------------------------------- | --- | --- | ---------- | ---------------------------------------- |
| Deutschland                                                     | \| Sonntag, 30. Juni 1996 um 19:00 Uhr in London (Wembley-Stadion) \| \| Zuschauer: 73.611 \| \| Schiedsrichter: Pierluigi Pairetto ( Italien) \|                                                                                             | \| Sonntag, 30. Juni 1996 um 19:00 Uhr in London (Wembley-Stadion) \| \| Zuschauer: 73.611 \| \| Schiedsrichter: Pierluigi Pairetto ( Italien) \|                                                           | Tschechien | Aufstellung Deutschland gegen Tschechien |
| Deutschland                                                     | Andreas Köpke – Markus Babbel, Matthias Sammer, Thomas Helmer – Thomas Strunz, Dieter Eilts (46. Marco Bode), Christian Ziege – Mehmet Scholl (69. Oliver Bierhoff), Thomas Häßler – Jürgen Klinsmann , Stefan Kuntz Cheftrainer: Berti Vogts | Petr Kouba – Michal Horňák, Miroslav Kadlec , Karel Rada, Jan Suchopárek – Radek Bejbl, Pavel Nedvěd, Jiří Němec, Patrik Berger – Karel Poborský (88. Vladimír Šmicer), Pavel Kuka Cheftrainer: Dušan Uhrin | Tschechien | Aufstellung Deutschland gegen Tschechien |
| Deutschland                                                     | 1:1 Oliver Bierhoff (73.) 2:1 Oliver Bierhoff (95., Golden Goal) | 0:1 Patrik Berger (59., Foulelfmeter) | Tschechien | Aufstellung Deutschland gegen Tschechien |
| Deutschland                                                     | Sammer, Helmer, Ziege | Horňák | Tschechien | Aufstellung Deutschland gegen Tschechien |
| Sonntag, 30. Juni 1996 um 19:00 Uhr in London (Wembley-Stadion) | | |            |                                          |
| Zuschauer: 73.611                                               | | |            |                                          |
| Schiedsrichter: Pierluigi Pairetto ( Italien)                   | | |            |                                          |